# Линдберг, Виктор
Майкл Ви́ктор Алекса́ндер Ли́ндберг (англ. Michael Victor Alexander Lindberg, 26 июля 1875, Варока, Фиджи — 28 апреля 1951, Окленд, Новая Зеландия) — новозеландский ватерполист. Олимпийский чемпион 1900 года. Первый спортсмен, представлявший Новую Зеландию на Олимпийских играх.

## Биография
Виктор Линдберг родился 26 июля 1875 года в фиджийском населённом пункте Варока в шведско-ирландской семье. С юности жил в Новой Зеландии.
Был чемпионом Австралии и Новой Зеландии по плаванию. За месяц до летних Олимпийских игр 1900 года в Париже прибыл в Англию и стал членом клуба плавания «Осборн» из Манчестера, чтобы иметь право участвовать в соревнованиях. «Осборн» был одной из трёх клубных смешанных команд, участвовавших в турнире наряду с двумя клубными французскими и сборными Бельгии и Германии. Товарищами Линдберга по команде были исключительно британцы, он стал единственным новозеландцем в команде и завоевал золотую медаль, проведя 3 матча. Линдберг стал первым олимпийцем Новой Зеландии и первым в истории страны олимпийским чемпионом.
Участие Линдберга в Олимпиаде оставалось неизвестным большую часть XX века, пока не было установлено благодаря британским и французским исследователям. В 2014 году его потомки получили медаль Олимпийского комитета Новой Зеландии.
Вернувшись в Новую Зеландию, работал фермером до 1940 года, когда вышел на пенсию.
Продолжал занятия спортом на протяжении всей жизни: играл в регби за Оневеро и Таукау, был пожизненным членом теннисного клуба «Пукекава».
Умер 28 апреля 1951 года в новозеландском городе Окленд.